# Bad Friedrichshall
Bad Friedrichshall  est une ville de Bade-Wurtemberg en Allemagne, créée en 1933 sous le Troisième Reich par la fusion forcée des communes Jagstfeld et Kochendorf, auxquelles a été adjointe en 1935, également contre la majorité de sa population, la commune de Hagenbach.
Les trois communes étaient liées depuis plusieurs siècles par une saline dénommée Friedrichshall. Hall, Hal ou Halle, probablement d'origine celtique, est un élément de nombreux toponymes germaniques indiquant l'extraction du sel à partir de la saumure naturelle ou l'exploitation de mines de sel. Jagstfeld exploitait la saline, Kochendorf la mine de sel et Hagenbach le canal de la saline.
Bad Friedrichshall est jumelée avec Saint-Jean-le-Blanc (Loiret) en France.

## Histoire
Le camp de concentration de Kochendorf a été ouvert par les nazis en septembre 1944 à Kochendorf, une localité de Bad Friedrichshall.

## Personnalités
- Marco John (2002-), footballeur allemand, est né à Bad Friedrichshall.